# Rio Espera
Rio Espera là một đô thị thuộc bang Minas Gerais, Brasil. Đô thị này có diện tích 239,688 km², dân số năm 2007 là 6594 người, mật độ 27,4 người/km².